# Denver Broncos 2018
La stagione 2018 dei Denver Broncos è stata la 49ª della franchigia nella National Football League, la 59ª complessiva e la seconda con Vance Joseph come capo-allenatore. Dopo che le cattive prestazioni in attacco portarono a un record di 5–11 nella stagione precedente, i Broncos firmarono un nuovo quarterback, Case Keenum e videro l'esplosione del running back rookie non scelto nel draft Phillip Lindsay. Un altro rookie che ebbe un impatto fu il linebacker Bradley Chubb, che mise a segno 12 sack dopo una partenza lenta. Tuttavia, come l'anno precedente, i Broncos segnarono almeno 30 punti solo una volta e a metà anno il veterano wide receiver Demaryius Thomas fu scambiato con gli Houston Texans.

## Pre-stagione

### Vendita della proprietà

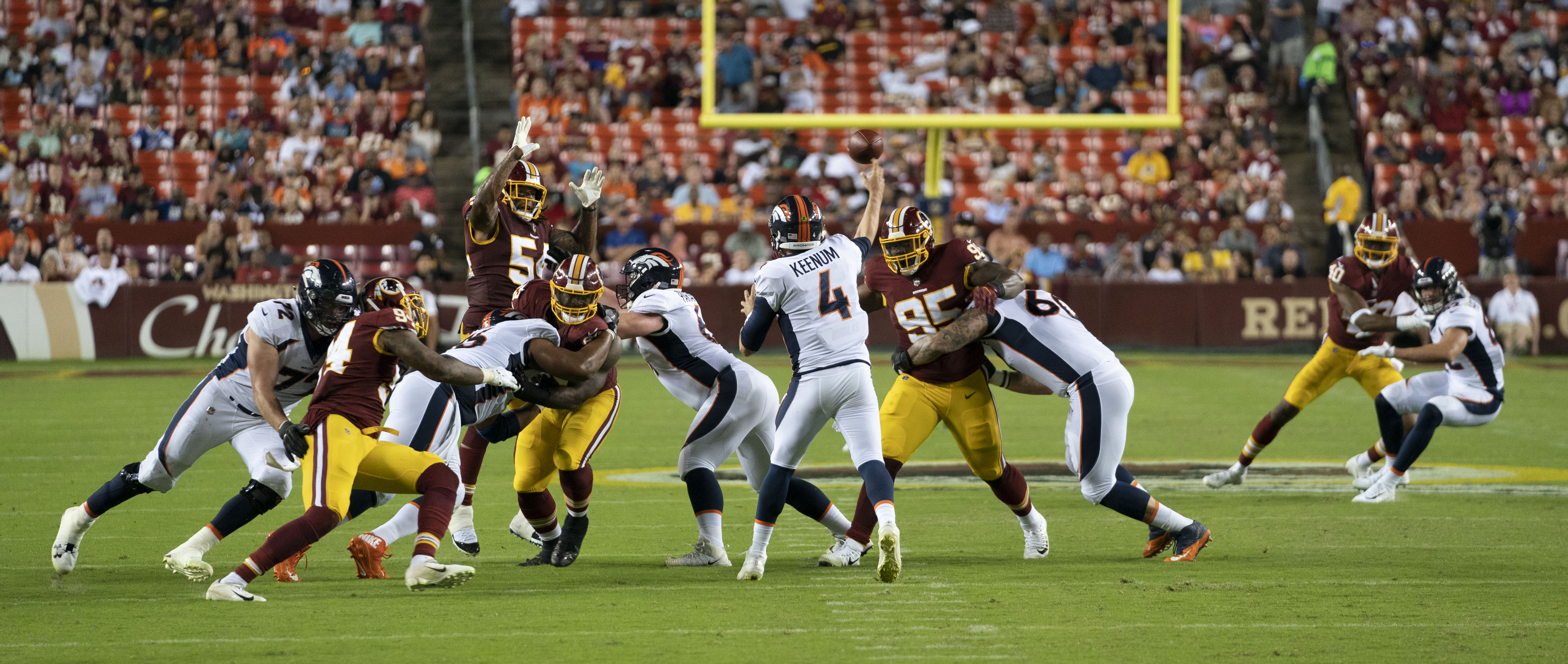
La gara di pre-stagione contro i Redskins

Il 21 marzo 2018, i Broncos annunciarono che John Bowlen, fratello del proprietario di maggioranza Pat Bowlen, aveva accettato di vendere una porzione della sua quota di minoranza alla squadra.
La squadra dichiarò: 
"I Denver Broncos hanno raggiunto un accordo per l'acquisto della quota di minoranza per la proprietà della squadra di John Bowlen, nei prossimi giorni arriverà l'approvazione finale da parte della NFL. Questa transazione consolida la proprietà di Pat Bowlen, controllando gli interessi della proprietà dei Broncos mentre la famiglia Bowlen possiederà il 100 percento della squadra. L'acquisizione di questa quota è indipendente dal piano di successione del Sig. Bowlen, amministrato dal cartello di Pat Bowlen. John è stato un ottimo partner per tanti anni, e siamo molto lieti che rimarrà proprietario di minoranza dei Denver Broncos."

### Acquisti e trasferimenti

#### Free agent

##### Unrestricted
| Ruolo | Giocatore         | Squadra nel 2018     | Note                                                      |
| ----- | ----------------- | -------------------- | --------------------------------------------------------- |
| OT    | Allen Barbre      |                      |                                                           |
| RB    | Jamaal Charles    |                      |                                                           |
| DE    | Jared Crick       |                      |                                                           |
| LB    | Todd Davis        | Denver Broncos       | Rinnovato il 14 marzo                                     |
| WR    | Bennie Fowler III | Chicago Bears        | Originariamente un RFA, ingaggiato dai Bears il 16 aprile |
| TE    | Virgil Green      | Los Angeles Chargers | Ingaggiato dai Chargers il 14 marzo                       |
| WR    | Cody Latimer      | New York Giants      | Ingaggiato dai Giants il 19 marzo                         |
| LB    | Corey Nelson      | Philadelphia Eagles  | Ingaggiato dagli Eagles il 14 marzo                       |
| QB    | Brock Osweiler    | Miami Dolphins       | Ingaggiato dai Dolphins il 23 marzo                       |
| OT    | Donald Stephenson | Cleveland Browns     | Ingaggiato dai Browns il 14 marzo                         |
| G     | Billy Turner      | Denver Broncos       | Rinnovato il 17 marzo                                     |
| DE    | Billy Winn        |                      |                                                           |

##### Restricted and Exclusive-Rights
| Ruolo | Giocatore              | Tag  | Squadra nel 2018 | Note                                                  |
| ----- | ---------------------- | ---- | ---------------- | ----------------------------------------------------- |
| LB    | Zaire Anderson         | ERFA | Denver Broncos   | Offerta assegnata il 12 marzo, rinnovato il 16 aprile |
| LB    | Shaquil Barrett        | RFA  | Denver Broncos   | Offerta assegnata il 12 marzo, rinnovato 23 aprile    |
| LB    | Jerrol Garcia-Williams | ERFA | Denver Broncos   | Offerta assegnata il 12 marzo, rinnovato il 23 aprile |
| DE    | Shelby Harris          | ERFA | Denver Broncos   | Offerta assegnata il 9 marzo, rinnovato il 16 aprile  |
| LB    | Joseph Jones           | ERFA | Denver Broncos   | Offerta assegnata il 12 marzo, rinnovato il 16 aprile |
| LS    | Casey Kreiter          | ERFA |                  | Offerta assegnata il 12 marzo                         |
| C     | Matt Paradis           | RFA  |                  | Offerta assegnata il 12 marzo                         |
| WR    | Jordan Taylor          | ERFA | Denver Broncos   | Offerta assegnata il 12 marzo, rinnovato il 16 aprile |
| OT    | Elijah Wilkinson       | ERFA | Denver Broncos   | Offerta assegnata il 12 marzo, rinnovato il 16 aprile |

#### Arrivi

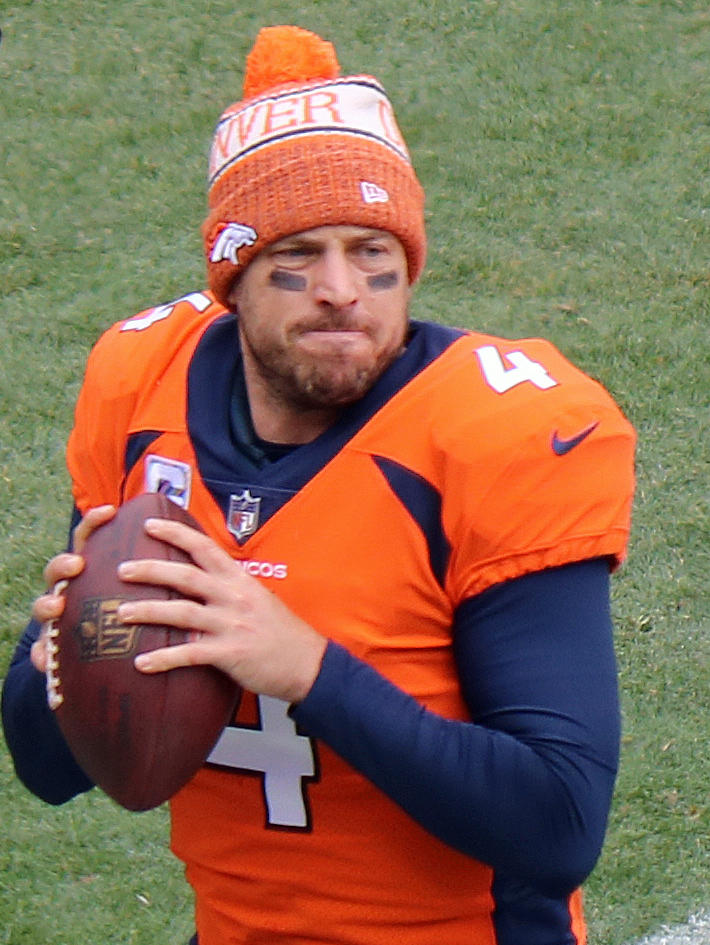
Nel 2018 i Broncos hanno acquisito Case Keenum per essere il loro nuovo quarterback titolare

| Ruolo | Giocatore        | Squadra nel 2017     | Note                                            |
| ----- | ---------------- | -------------------- | ----------------------------------------------- |
| K     | Taylor Bertolet  | Nessuna              | Ingaggiato il 21 marzo, svincolato il 30 aprile |
| CB    | Tramaine Brock   | Minnesota Vikings    | Ingaggiato il 14 marzo                          |
| QB    | Case Keenum      | Minnesota Vikings    | Ingaggiato il 14 marzo                          |
| P     | Marquette King   | Oakland Raiders      | Ingaggiato il 5 aprile                          |
| LS    | Christian Kuntz  | Nessuna              | Ingaggiato il 21 marzo, svincolato il 14 giugno |
| DT    | Caushaud Lyons   | Nessuna              | Ingaggiato il 15 giugno                         |
| DT    | Clinton McDonald | Tampa Bay Buccaneers | Ingaggiato il 21 marzo                          |
| CB    | C.J. Smith       | Cleveland Browns     | Ingaggiato il 13 aprile                         |

#### Partenze
Il 16 aprile, il running back C.J. Anderson fu rilasciato dopo 5 stagioni con i Broncos.
Il 23 aprile, il punter Riley Dixon fu scambiato ai New York Giants in cambio di una scelta condizionale nel 2019.

## Scelte nel Draft 2018
| Scelte dei Broncos nel Draft 2018 |        |                  |       |                |                      |
| Giro                              | Scelta | Giocatore        | Ruolo | College        | Note                 |
| 1                                 | 5      | Bradley Chubb    | LB    | NC State       | [ 23 ]               |
| 2                                 | 40     | Courtland Sutton | WR    | SMU            |                      |
| 3                                 | 71     | Royce Freeman    | RB    | Oregon         |                      |
| 3                                 | 99     | Isaac Yiadom     | CB    | Boston College | Scelta compensatoria |
| 4                                 | 106    | Josey Jewell     | LB    | Iowa           |                      |
| 4                                 | 113    | DaeSean Hamilton | WR    | Penn State     |                      |
| 5                                 | 156    | Troy Fumagalli   | TE    | Wisconsin      |                      |
| 6                                 | 183    | Sam Jones        | G     | Arizona State  |                      |
| 6                                 | 217    | Keishawn Bierria | LB    | Washington     |                      |
| 7                                 | 226    | David Williams   | RB    | Arkansas       |                      |

Scambi di scelte
| Squadra             | Giocatori scambiati/Scelte scambiate                                                                                      | Giocatori ricevuti/Scelte ricevute | Fonte  |
| ------------------- | --- | --- | ------ |
| Arizona Cardinals   | Scelta nel 6º giro (182ª assoluta)                                                                                        | Offensive tackle Jared Veldheer | [ 24 ] |
| Atlanta Falcons     | Offensive tackle Ty Sambrailo                                                                                             | Scelta nel 5º giro (163ª assoluta) | [ 25 ] |
| Los Angeles Rams    | Cornerback Aqib Talib | Scelta nel 5º giro (160ª assoluta — successivamente restituita ai Rams)                                                                   | [ 26 ] |
| Los Angeles Rams    | Scelta nel 5º giro (160ª)                                                                                                 | Due scelte nel 6º giro (183ª e 217ª assolute)                                                                                             | [ 26 ] |
| Minnesota Vikings   | Quarterback Trevor Siemian Scelta nel 7º giro (225ª assoluta)                                                             | Scelta nel 5º giro nel 2019 | [ 27 ] |
| San Francisco 49ers | Running back Kapri Bibbs Scelta nel 5º giro del 2017                                                                      | Scelta nel 4º giro (109ª assoluta) | [ 28 ] |
| Seattle Seahawks    | Scelta 5º giro (149ª assoluta)                                                                                            | Scelta nel 5º giro (156ª assoluta) Scelta nel 7º giro (226ª assoluta)                                                                     | [ 29 ] |
| Washington Redskins | Scelta nel 4º giro (109ª assoluta) Due scelte nel 5º giro (142ª e 163ª assolute) Scelta condizionale nel 6º giro del 2020 | Safety Su'a Cravens Scelta nel 4º giro (113ª assoluta) Scelta nel 5º giro (149ª assoluta — successivamente scambiata ai Seattle Seahawks) | [ 30 ] |

### Undrafted free agents
| Undrafted free agent dei Denver Broncos nel 2018 |                    |                |                                                  |
| Giocatore                                        | Ruolo              | College        | Note                                             |
| LB                                               | Bo Bower           | Iowa           | Ingaggiato il 15 giugno                          |
| WR                                               | John Diarse        | TCU            |                                                  |
| LB                                               | Jeff Holland       | Auburn         |                                                  |
| OT                                               | Leon Johnson       | Temple         |                                                  |
| RB                                               | Phillip Lindsay    | Colorado       |                                                  |
| NT                                               | Lowell Lotulelei   | Ball State     | Svincolato il 14 maggio                          |
| S                                                | Trey Marshall      | Florida State  |                                                  |
| C                                                | Austin Schlottmann | TCU            |                                                  |
| DE                                               | Antonio Simmons    | Georgia Tech   | Ingaggiato il 15 giugno                          |
| QB                                               | Nick Stevens       | Colorado State | Ingaggiato il 17 maggio, svincolato il 14 giugno |
| WR                                               | Jimmy Williams     | East Carolina  |                                                  |

## Staff
| Staff dei Denver Broncos nel 2018 |
| --- |
| Organi dirigenziali - Proprietario – Pat Bowlen - Presidente/CEO – Joe Ellis - Dirigente sportivo/General manager – John Elway - Direttore del personale dei giocatori – Matt Russell - Consulente senior del personale – Tom Heckert Jr. - Consulente senior del personale – Gary Kubiak - Assistente del direttore del personale professionistico – A.J. Durso - Dirigente sportivo – Mike Sullivan - Dirigente sportivo – Mark Thewes - Direttore dello sviluppo dei giocatori – Ray Jackson - Direttore delle analisi – Mitch Tanney - Direttore degli osservatori del college – Brian Stark Capo allenatore - Vic Fangio Altri allenatori - Preparatore atletico – Loren Landow - Assistente p.a. – Tyler Hill - Assistente p.a. – Anthony Lomando - Assistente p.a. – Cedric Smith Allenatori dell'attacco - Coordinatore offensivo – Bill Musgrave - Quarterback – Mike Sullivan - Running back – Curtis Modkins - Wide receiver – Zach Azzanni - Tight end – Geep Chryst - Offensive line-tackles – Chris Strausser - Offensive line-guardie-centri – Sean Kugler - Assistente offensivo/Quarterback – Klint Kubiak - Controllo qualità dell'attacco – Christopher Kragthorpe Allenatori della difesa - Coordinatore difensivo – Joe Woods - Defensive line – Bill Kollar - Assistente defensive line – Chris Beake - Linebacker – Reggie Herring - Defensive back – Marcus Robertson - Defensive back – Greg Williams - Controllo qualità della difesa – Charles Gordon - Consulente del pass rush – DeMarcus Ware Allenatori dello special team - Coordinatore dello special team – Tom McMahon - Assistente dello special team – Chris Gould |

## Roster
| Roster dei Denver Broncos nel 2018 |
| --- |
| Quarterback - 9 Kevin Hogan - 4 Case Keenum - 6 Chad Kelly Running Back - 23 Devontae Booker - 37 Royce Freeman - 32 Andy Janovich FB - 2 Phillip Lindsay Wide Receiver - 17 DaeSean Hamilton - 11 Carlos Henderson WR - 81 Tim Patrick - 10 Emmanuel Sanders - 14 Courtland Sutton - 88 Demaryius Thomas Tight End - 80 Jake Butt - 82 Jeff Heuerman - 83 Matt LaCosse Offensive Linemen - 72 Garett Bolles T - 76 Max Garcia G - 70 Sam Jones G - 65 Ronald Leary G - 60 Connor McGovern C - 61 Matt Paradis C - 77 Billy Turner G - 66 Jared Veldheer T - 68 Elijah Wilkinson T Defensive Linemen - 99 Adam Gotsis DE - 96 Shelby Harris DE - 92 Zach Kerr DE - 94 Domata Peko NT - 57 DeMarcus Walker DE - 95 Derek Wolfe DE Linebacker - 48 Shaquil Barrett OLB - 40 Keishawn Bierria ILB - 55 Bradley Chubb OLB - 51 Todd Davis ILB - 47 Josey Jewell ILB - 62 A.J. Johnson ILB - 43 Joseph Jones ILB - 54 Brandon Marshall ILB - 58 Von Miller OLB - 56 Shane Ray OLB Defensive Back - 22 Tramaine Brock CB - 25 Chris Harris Jr. CB - 24 Pacman Jones CB - 34 Will Parks FS - 29 Bradley Roby CB - 31 Justin Simmons SS - 26 Darian Stewart FS - 35 Dymonte Thomas FS - 38 Shamarko Thomas S - 41 Isaac Yiadom CB Special Team - 1 Marquette King P - 42 Casey Kreiter LS - 8 Brandon McManus K Lista delle riserve - 20 Jamal Carter SS (IR) - 21 Su'a Cravens SS (IR-DRF) - 84 Troy Fumagalli TE (IR) - 52 Jerrol Garcia-Williams ILB (IR) - 53 Deiontrez Mount OLB (IR) - 87 Jordan Taylor WR (PUP) Squadra di allenamento - 67 Avery Gennesy T - 46 Jeff Holland OLB - 27 Brendan Langley CB - 36 Trey Marshall S - 89 Brian Parker TE - 90 Kyle Peko NT - 71 Austin Schlottmann G - 33 David Williams RB - 93 DeShawn Williams DE 53 attivi, 6 inattivi, 9 nella squadra di allenamento |
| Legenda - I rookie sono in corsivo. - Il primo ruolo è il principale mentre gli eventuali successivi indicano i ruoli secondari. - (IR) sta per Injured Reserve ed indica la lista ristretta per un solo giocatore infortunato che può tornare ad allenarsi dopo la settimana 6 e a rientrare in prima squadra dopo che questa ha giocato 8 partite. - (NF-Inj.) / (NF-Ill.) stanno rispettivamente per Non-Football Injured e Non-Football Illness ed indicano le liste dove viene inserito un giocatore che ha un infortunio o una malattia non dipendente dal football americano. - (PUP) sta per Physically Unable to Perform ed indica la lista dove viene inserito un giocatore mentre è in attesa di recuperare la condizione fisica. Nella stagione regolare dopo la sesta partita giocata dalla propria squadra, il giocatore ha tempo tre settimane per riprendere ad allenarsi, più tre settimane aggiuntive dal suo rientro agli allenamenti per rientrare in prima squadra. |

## Calendario

### Precampionato
Il calendario del precampionato dei Broncos è stato annunciato l'11 aprile. Le date e gli orari delle partite furono ufficializzati il 19 aprile, quando fu annunciato il calendario della stagione regolare.
| Precampionato |       |                |               |              |                        |           |        |                              |           |         |
| Settimana     | Data  | Ora            | Data italiana | Ora italiana | Avversario             | Risultato | Record | Stadio                       | TV        | Sintesi |
| 1             | 11/08 | 9:00 p.m. EDT  | 12/08         | 03:00        | Minnesota Vikings      | S 28–42   | 0–1    | Broncos Stadium at Mile High | KTVD/NFLN | Recap   |
| 2             | 18/08 | 9:05 p.m. EDT  | 19/08         | 03:05        | Chicago Bears          | S 24–23   | 0–2    | Broncos Stadium at Mile High | KTVD      | Recap   |
| 3             | 24/08 | 7:30 p.m. EDT  | 25/08         | 01:30        | at Washington Redskins | V 29–17   | 1–2    | FedEx Field                  | KTVD      | Recap   |
| 4             | 30/08 | 10:00 p.m. EDT | 31/08         | 04:00        | at Arizona Cardinals   | V 21–10   | 2–2    | State Farm Stadium           | KTVD      | Recap   |

### Stagione regolare
Il calendario della stagione è stato annunciato il 19 aprile 2018.
| Stagione regolare |                         |                    |                    |                                 |                    |
| Turno             | Avversario              | Risultato          | Record             | Stadio                          | Sintesi            |
| 1                 | Seattle Seahawks        | V 27–24            | 1–0                | Broncos Stadium at Mile High    | Recap              |
| 2                 | Oakland Raiders         | V 20–19            | 2–0                | Broncos Stadium at Mile High    | Recap              |
| 3                 | at Baltimore Ravens     | S 14–27            | 2–1                | M&T Bank Stadium                | Recap              |
| 4                 | Kansas City Chiefs      | S 23–27            | 2–2                | Broncos Stadium at Mile High    | Recap              |
| 5                 | at New York Jets        | S 16–34            | 2–3                | MetLife Stadium                 | Recap              |
| 6                 | Los Angeles Rams        | S 20–23            | 2–4                | Broncos Stadium at Mile High    | Recap              |
| 7                 | at Arizona Cardinals    | V 45–10            | 3–4                | State Farm Stadium              | Recap              |
| 8                 | at Kansas City Chiefs   | S 23–30            | 3–5                | Arrowhead Stadium               | Recap              |
| 9                 | Houston Texans          | S 17–19            | 3–6                | Broncos Stadium at Mile High    | Recap              |
| 10                | Settimana di pausa      | Settimana di pausa | Settimana di pausa | Settimana di pausa              | Settimana di pausa |
| 11                | at Los Angeles Chargers | V 23–22            | 4–6                | StubHub Center                  | Recap              |
| 12                | Pittsburgh Steelers     | V 24–17            | 5–6                | Broncos Stadium at Mile High    | Recap              |
| 13                | at Cincinnati Bengals   | V 24–10            | 6–6                | Paul Brown Stadium              | Recap              |
| 14                | at San Francisco 49ers  | S 14–20            | 6–7                | Levi's Stadium                  | Recap              |
| 15                | Cleveland Browns        | S 16–17            | 6–8                | Broncos Stadium at Mile High    | Recap              |
| 16                | at Oakland Raiders      | S 14–27            | 6–9                | Oakland–Alameda County Coliseum | Recap              |
| 17                | Los Angeles Chargers    | S 9–23             | 6–10               | Broncos Stadium at Mile High    | Recap              |

Note
- Gli avversari della propria division sono in grassetto.
- I canali TV e gli orari delle gare domenicali dalla settimana 5 alla 17 possono essere soggetti a cambiamenti.

## Classifiche

### Division
| AFC West                 | AFC West | AFC West | AFC West | AFC West | AFC West | AFC West | AFC West | AFC West |
| vedi • disc. • mod.      | V        | S        | P        | PCT      | DIV      | CONF     | PF       | PS       |
| ------------------------ | -------- | -------- | -------- | -------- | -------- | -------- | -------- | -------- |
| x – Kansas City Chiefs   | 12       | 3        | 0        | .786     | 4–1      | 9–2      | 499      | 380      |
| x – Los Angeles Chargers | 12       | 4        | 0        | .733     | 3–2      | 8–3      | 405      | 320      |
| Denver Broncos †         | 6        | 8        | 0        | .429     | 2–2      | 4–6      | 306      | 299      |
| Oakland Raiders †        | 4        | 12       | 0        | .250     | 0–4      | 2–8      | 260      | 418      |

### Conference
| American Football Conference           | American Football Conference | American Football Conference | American Football Conference | American Football Conference | American Football Conference | American Football Conference | American Football Conference | American Football Conference | American Football Conference | American Football Conference |
| Pos.                                   | Squadra                      | Division                     | V                            | S                            | P                            | PCT                          | DIV                          | CONF                         | SOS                          | SOV                          |
| -------------------------------------- | ---------------------------- | ---------------------------- | ---------------------------- | ---------------------------- | ---------------------------- | ---------------------------- | ---------------------------- | ---------------------------- | ---------------------------- | ---------------------------- |
| Capolista di Division                  |                              |                              |                              |                              |                              |                              |                              |                              |                              |                              |
| 1                                      | Kansas City Chiefs           | West                         | 12                           | 4                            | 0                            | .750                         | 5–1                          | 10–2                         | .480                         | .401                         |
| 2                                      | New England Patriots         | East                         | 11                           | 5                            | 0                            | .688                         | 5–1                          | 8–4                          | .482                         | .494                         |
| 3                                      | Houston Texans               | South                        | 11                           | 5                            | 0                            | .688                         | 4–2                          | 9–3                          | .471                         | .435                         |
| 4                                      | Baltimore Ravens             | North                        | 10                           | 6                            | 0                            | .625                         | 3–3                          | 8–4                          | .496                         | .450                         |
| Wild Card                              |                              |                              |                              |                              |                              |                              |                              |                              |                              |                              |
| 5                                      | Los Angeles Chargers         | West                         | 12                           | 4                            | 0                            | .750                         | 4–2                          | 9–3                          | .477                         | .422                         |
| 6                                      | Indianapolis Colts           | South                        | 10                           | 6                            | 0                            | .625                         | 4–2                          | 7–5                          | .465                         | .456                         |
| Non qualificati per i play-off         |                              |                              |                              |                              |                              |                              |                              |                              |                              |                              |
| 7                                      | Pittsburgh Steelers          | North                        | 9                            | 6                            | 1                            | .594                         | 4–1–1                        | 6–5–1                        | .504                         | .448                         |
| 8                                      | Tennessee Titans             | South                        | 9                            | 7                            | 0                            | .563                         | 3–3                          | 5–7                          | .520                         | .465                         |
| 9                                      | Cleveland Browns             | North                        | 7                            | 8                            | 1                            | .469                         | 3–2–1                        | 5–6–1                        | .516                         | .411                         |
| 10                                     | Miami Dolphins               | East                         | 7                            | 9                            | 0                            | .438                         | 4–2                          | 6–6                          | .469                         | .446                         |
| 11                                     | Denver Broncos               | West                         | 6                            | 10                           | 0                            | .375                         | 2–4                          | 4–8                          | .523                         | .464                         |
| 12                                     | Cincinnati Bengals           | North                        | 6                            | 10                           | 0                            | .375                         | 1–5                          | 4–8                          | .535                         | .448                         |
| 13                                     | Buffalo Bills                | East                         | 6                            | 10                           | 0                            | .375                         | 2–4                          | 4–8                          | .523                         | .411                         |
| 14                                     | Jacksonville Jaguars         | South                        | 5                            | 11                           | 0                            | .313                         | 1–5                          | 4–8                          | .549                         | .463                         |
| 15                                     | New York Jets                | East                         | 4                            | 12                           | 0                            | .250                         | 1–5                          | 3–9                          | .506                         | .438                         |
| 16                                     | Oakland Raiders              | West                         | 4                            | 12                           | 0                            | .250                         | 1–5                          | 3–9                          | .547                         | .406                         |
| Criteri di spareggio                   |                              |                              |                              |                              |                              |                              |                              |                              |                              |                              |
| 1. 2. 3. 4. 5. 6. 7. 8. 9. 10.         |                              |                              |                              |                              |                              |                              |                              |                              |                              |                              |
| Legenda                                |                              |                              |                              |                              |                              |                              |                              |                              |                              |                              |
| w — wild card ottenuta                 |                              |                              |                              |                              |                              |                              |                              |                              |                              |                              |
| x — partecipazione ai playoff ottenuta |                              |                              |                              |                              |                              |                              |                              |                              |                              |                              |
| y — campioni di division               |                              |                              |                              |                              |                              |                              |                              |                              |                              |                              |
| z — salto del primo turno di play-off  |                              |                              |                              |                              |                              |                              |                              |                              |                              |                              |
| * — vantaggio del campo ottenuto       |                              |                              |                              |                              |                              |                              |                              |                              |                              |                              |

## Premi

### Premi settimanali e mensili
- Emmanuel Sanders:

giocatore offensivo della AFC della settimana 7
- Bradley Chubb:

rookie difensivo del mese di ottobre
- Von Miller:

difensore della AFC della settimana 11
- Phillip Lindsay:

giocatore offensivo della AFC della settimana 13
running back della settimana 13
rookie della settimana 13

## Leader della squadra
| Categoria              | Giocatore                         | Valore |
| ---------------------- | --------------------------------- | ------ |
| Yard passate           | Case Keenum                       | 3.890  |
| Touchdown passati      | Case Keenum                       | 18     |
| Yard corse             | Phillip Lindsay                   | 1.037  |
| Touchdown su corsa     | Phillip Lindsay                   | 9      |
| Ricezioni              | Emmanuel Sanders                  | 71     |
| Yard ricevute          | Emmanuel Sanders                  | 868    |
| Touchdown su ricezione | Emmanuel Sanders Courtland Sutton | 4      |
| Punti                  | Brandon McManus                   | 95     |
| Yard su rit. kickoff   | Devontae Booker                   | 234    |
| Yard su rit. punt      | River Cracraft                    | 40     |
| Tackle                 | Todd Davis                        | 114    |
| Sack                   | Von Miller                        | 14,5   |
| Fumble forzati         | Von Miller                        | 4      |
| Intercetti             | Chris HarrisJustin Simmons        | 3      |